# Girolamo della Robbia
Girolamo della Robbia (Florence, 1488 - Paris, 4 août 1566) est un sculpteur et un architecte florentin, fils d'Andrea della Robbia et petit-neveu de Luca della Robbia. Appelé par François Ier, il fit l'essentiel de sa carrière en France.

## Biographie
Frère de Giovanni della Robbia, Girolamo a été l'architecte décorateur du château de Madrid commandé par François Ier à son retour de captivité (1527) détruit en 1792 (il était situé dans le bois de Boulogne).
Il resta fidèle aux traditions familiales des terres cuites émaillées (terracotta invetriata) dans le décor des façades initiées avec son autre frère Luca le Jeune.
Il est surtout célèbre par le saisissant transi de Catherine de Médicis destiné initialement à son tombeau à la basilique Saint-Denis (conservé au musée du Louvre), inachevé sur ordre de la reine ou à la suite de la mort du sculpteur.

## Œuvres
- San Lorenzo (perdu), et Cristo portacroce (1514), Chartreuse de Galluzzo, Florence.
- La Bella Giardiniera d'après Raphaël, et une Madonna con bambino e san giovannino, Bibliothèque nationale centrale de Florence.
- San Jacopo, retable, Gallicano.
- Enfant à la fontaine (1515-1520), musée de Bode, Berlin.
- Buste de Romain (1526), trois-quarts relief pour un médaillon de façade, Getty Center, Los Angeles.
- Buste de François Ier, trois-quarts relief pour un médaillon de façade, MET, New York.
- Médaillons circulaires (sujets indéfinis), musée du Louvre, Paris (attribué à)